# Earl Lloyd
Pour les articles homonymes, voir Lloyd.
Earl Lloyd, né le 3 avril 1928 à Alexandria en Virginie, et mort le 26 février 2015, est un joueur et entraineur de basket-ball américain. Il est le premier joueur noir à avoir participé à un match de la NBA.

## Premier joueur noir entré en jeu en NBA
Bien avant l'adoption du Civil Rights Act, qui en 1964 déclare illégale toute discrimination aux États-Unis, il débute en NBA en 1950. Il débute la même saison que Chuck Cooper et Nat Clifton, mais Earl Lloyd est par le sort du calendrier le premier joueur noir à participer à un match de la NBA à Rochester le 31 octobre 1950 sous les couleurs des Capitols de Washington contre les Royals de Rochester. Trois autres joueurs noirs ont joué en NBA durant la même saison.
Lors de la draft 1950 de la NBA, Chuck Cooper est choisi en 12e choix ce qui en fait le premier noir drafté par une équipe NBA, les Celtics de Boston, avant Loyd qui est retenu comme 100e choix. Il fait ses débuts NBA le lendemain de Lloyd. 
Nat Clifton, peu de temps après et toujours avant Lloyd, est le premier joueur noir à signer un contrat avec une équipe NBA : les Knicks de New York.[réf. souhaitée] Il fait ses débuts quatre jours après Lloyd. En décembre, ce sera le tour d'Hank DeZonie avec les Tri-Cities Blackhawks. 

## Carrière de joueur
Lloyd était un ailier de 1,96 mètre connu pour sa défense, surnommé The Big Cat : le grand chat.
Il joue avec Cooper en deuxième division NCAA pour l'Université d'État de Virginie-Occidentale (CIAA) et est sélectionné au neuvième tour de la Draft de la NBA de 1950 par les Capitols de Washington. Le 31 octobre 1950, il joue son premier match et devient ainsi le premier joueur noir de la NBA. Il ne joua que sept matchs pour les Capitols jusqu'à ce que l'équipe soit dissoute en cours de saison le 9 janvier 1951.
Il rejoint ensuite l'armée américaine à Fort Sill en Oklahoma, puis retrouve la NBA avec les Nationals de Syracuse pour la saison NBA 1952-1953 où il reste six saisons. Il y signe sa meilleure saison en 1954-1955 avec 10,2 points et 7,7 rebonds. Cette même saison, il devient avec Jim Tucker, le premier Afro-Américain champion NBA, les Nationals battant Fort Wayne en Finales NBA 4 victoires à 3. Il enchaîne deux autres saisons avec les Pistons de Détroit à l'issue desquelles il prend sa retraite en tant que joueur en 1960.
Il joue au total neuf saisons et 560 matchs en NBA pour 4 682 points, 8,4 par match, et 6,4 rebonds par matchs.

## Discriminations
Dans son autobiographie, il affirme n’avoir jamais eu une conversation digne de ce nom avec un Blanc de son âge avant d’arriver au training camp des Capitols. Son intégration dans l’équipe se déroule bien. Il est pris en charge par Bill Sharman, lui aussi futur membre Hall of Fame, rookie blanc sorti de Southern Carolina. Il l’emmenait quotidiennement à l’entraînement en voiture puis le raccompagnait. Originaire du Sud, son coach Bones McKinney est un entraîneur compréhensif et attentionné : lors d’un déplacement, un hôtel accepta Lloyd mais refusa qu’il accède au restaurant. Earl appela le room service pour se faire apporter à manger dans sa chambre. Mais McKinney refusa qu’il déjeune seul.

## Carrière d'entraineur
Après avoir refusé le poste en 1965, il devient entraineur des Pistons de Détroit de 1972 à 1973, puis recruteur pendant cinq saisons.
Il est le premier afro-américain entraîneur assistant, et le deuxième entraîneur afro-américain de l’histoire de la ligue.

## Palmarès

### Universitaire
- Meilleur cinq de sa conférence en 1948, 1949 et 1950.
- Meilleur cinq universitaire en 1949 et 1950.
- West Virginia State a été la seule équipe invaincue du pays lors de la saison 1947-1948.
- West Virginia State termine 2e de la CIAA lors de la saison 1949-1950.

### En NBA
- Champion NBA 1955 avec les Nationals de Syracuse[1]

## Postérité
Il est intronisé au Basketball Hall of Fame de Springfield en 2003. John Doleva, le président du Hall of Fame rappelle après son décès : « Earl Lloyd était un véritable pionnier du basket, en tant que joueur qui brise les barrières mais aussi en tant qu'entraîneur et en tant qu’administrateur. Il avait un amour immense pour le jeu et il a utilisé ses succès pour éduquer le plus grand nombre. Son immense carrière de basketteur mise à part, il était aussi un des individus les plus humains et respectueux que le basket a connu »
The first to do it est réalisé sur sa carrière par les réalisateurs Coodie et Chike
. Le film est coproduit par Kawhi Leonard.